# Чехівський Олексій Олександрович
Олексій Олександрович Чехівський (нар. 30 березня 1928, с. Ямпільчик, Чемеровецький район, Хмельницька область - 2 грудня 2018) — кандидат філологічних наук, професор кафедри української мови.

## Біографія
Чехівський Олексій Олександрович народився 30 березня 1928 р. в селянській родині села Ямпільчик Чемеровецького району Хмельницької області. Початкову освіту здобув у Ямпільчицькій неповній середній школі. В 1941 р. навчання було перерване війною. Восени 1944 р. продовжив навчання в Чемеровецькій середній школі. По закінченні семирічки працював у редакції Чемеровецької районної газети «Голос стахановця» власкором, згодом — відповідальним секретарем. Продовжував навчання в Чемеровецькій середній школі, яку закінчив 1948 р. Цього ж року вступив до Одеського державного університету ім. І. І. Мечникова на українське відділення філологічного факультету, який закінчив 1953 р.
Написав і захистив дипломну роботу «Мовностилістичні особливості поеми А. Малишка «Прометей».
1953-1963 — працював в Кам'янець-Подільській середній школі № 8.
З1955 — працював викладачем-погодинником Кам'янець-Подільського педагогічного інституту. Викладав історію української літературної мови, сучасну українську літературну мову, методику української мови та літератури, керував написанням студентами курсових робіт (1955-1963).
1963 — обраний за конкурсом на вакантну посаду асистента кафедри української мови КПДПІ.
1969 — вступив до однорічної аспірантури Інституту мовознавства ім. О. О. Потебні АН УРСР, де 1970 р. захистив кандидатську дисертацію «Мовностилістичні особливості памфлета (на матеріалі української публіцистики 40-50 рр.)».
1973 — присвоєно вчене звання доцента. Протягом 1974—1984 рр. завідував кафедрою української мови. З 1998 р. — професор кафедри української мови.
О. О. Чехівський нагороджений Міністерством освіти УРСР значком «Відмінник народної освіти», а також удостоєний пам'ятного знака «50 років визволення України» та ювілейних медалей «50 лет Победы в Великой Отечественной войне 1941—1945 гг.», «Захиснику Вітчизни».
З 2005 р. на заслуженому відпочинку.

## Доробок
Не полишає Олексій Олександрович і давнього юнацького захоплення — поезію. Час від часу в місцевій та республіканській пресі з'являються друком його поетичні твори. Так, у журналі «Українська мова і література» (1987. — № 5) опубліковано добірку віршів учасника поетичного турніру Олексія Чехівського з Кам'янця — Подільського на вічну тему — тему кохання («Відкриття», «Тобі», «Мрія»).
У 1996 р. в антології «Самоцвіти», першій двотомній поетичній антології педагогів України, у книзі другій представлено серед 135 авторів і поетичний доробок О. О. Чехівського з портретом автора. Сюди ввійшли такі поезії: «Молодість», «Навчи мене жити без тебе», «Марево», «Весно, весн», «Освідчення».
Список друкованих наукових праць професора О. О. Чехівського становить понад 100 позицій, серед них монографія «Принципи аналізу мовної майстерності письменника».

### Основні праці
- Принципи аналізу мовної майстерності письменника. — Кам'янець-Подільський, 1997. — 126 с.
- Стилістичні фігури як засіб творення мовного образу України в невільній поезії 30-80 років // Наук. пр. Кам'янець-Поділ. держ. пед. ун-ту: Філол. науки. — Кам'янець-Подільський, 2001. — Вип. 5. — С. 117—120.
- Мовні щедроти «Щедрого вечора» Михайла Стельмаха // Наук. пр. Кам'янець-Поділ. держ. пед. ун-ту: Філол. науки. — Кам'янець-Подільський, 2002. — Вип.6. — С.128-134.
- Поетика Івана Прокоф'єва // Наук. пр. Кам'янець-Поділ. держ. ун-ту: Філол. науки. — Кам'янець-Подільський, 2005. — Т. 12. Вип. 11. — С. 139—142.